# جيمس وينشستر
جيمس وينشستر هو سياسي أمريكي، ولد في 26 فبراير 1752 في مقاطعة كارول في الولايات المتحدة، وتوفي في 26 يوليو 1826. انتخب عضو مجلس ولاية تينيسي ‏.